# Teatro Viradalata
Teatro Viradalata é um teatro localizado na cidade de São Paulo.

## Crítica
Em 28 de setembro de 2014, foi publicado na Folha de S.Paulo o resultado da avaliação feita pela equipe do jornal ao visitar os sessenta maiores teatros da cidade de São Paulo. O local foi premiado com quatro estrelas, "bom", com o consenso: "O teatro da atriz e diretora Alexandra Golik fica numa aconchegante casa, que tem como foco espetáculos infantis. Para chegar à sala, o público atravessa um jardim cheio de árvores e flores que, em dias ensolarados, é uma atração à parte. Extintores e hidrantes não foram localizados, e o vaivém de um dos funcionários pela coxia, no dia da visita, atrapalhou a sessão."